# Министерство здравоохранения Канады
Министе́рство здравоохране́ния Кана́ды (англ. Health Canada; фр. Santé Canada) отвечает за здравоохранение населения Канады.

## Штатная структура
- Министр здравоохранения
  - Заместитель министра
    - Помощник заместителя министра
      - Главный советник по общественному здравоохранению

## Подведомственные отделы
- Бюро аудита и отчетности
- Финансовый отдел
- Отдел корпоративных услуг
- Отдел по оздоровительной продукции и пищевой отрасли
- По связям с общественностью
- По регионам и отраслевым программам
- Стратегической отраслевой политики
- Ведомственный Секретариат
- Юридический отдел

## Агентства
- Агентство общественного здравоохранения Канады
- Канадский институт исследований в области здравоохранения
- Бюро оценки стоимости патентованных лекарств

## Лаборатории
- Лабораторный центр по борьбе с заболеваниями
- Научно-исследовательский центр Сэра Фредерика Бантинга